# Clôture (mathématiques)
Pour les articles homonymes, voir Clôture (homonymie).
On parle de clôture ou de fermeture en mathématiques dans des contextes très divers. Quelques exemples sont listés ci-dessous.

## Clôture pour des opérations
En mathématiques, on dit qu'une partie A d'un ensemble E est stable (ou close) pour une opération définie sur E si cette opération, appliquée à des éléments de A, produit toujours un élément de A. Par exemple, l'ensemble des nombres réels est stable par soustraction, tandis que l'ensemble des entiers naturels ne l'est pas (la différence de deux entiers naturels est parfois un entier relatif strictement négatif).
Un préalable pour parler de structure algébrique est que celle-ci soit close sous les opérations en jeu. Par exemple on ne peut parler de groupe que pour un ensemble muni d'une loi de composition interne, c'est-à-dire d'une opération binaire pour laquelle l'ensemble est clos.
Soit L une liste d'opérations. On appelle clôture d'un ensemble S pour les opérations de L à l'intérieur d'un ensemble E donné lui-même clos pour ces opérations, le plus petit sous-ensemble de E contenant S et clos pour les opérations de L. Quand il s'agit bien d'opérations en un sens étroit, des fonctions ayant un nombre fini d'arguments dans E, partout définies, et à valeur dans E, on vérifie que l'intersection de toutes les parties de E closes contenant S et closes sous L définit la clôture de S. Il y a au moins une partie close pour les opérations de L, l'ensemble 'E' lui-même, et donc il est bien possible de définir cette intersection. Le fait d'être clos par les opérations de L est stable par intersection, donc l'ensemble ainsi défini est bien clos sous les opérations de L. Ainsi, la clôture pour la soustraction de l'ensemble des entiers naturels, vu comme sous-ensemble des nombres réels, est l'ensemble des entiers relatifs (dans l'ensemble des réels comme dans n'importe quel groupe additif dont les entiers naturels sont un sous-monoïde). Si on ne suppose pas que la clôture se fait à l'intérieur d'un groupe additif qui « étend » l'addition des entiers naturels et pour la notion de soustraction dans ce groupe additif, il n'y a aucune raison que la clôture donne les entiers relatifs.
En algèbre, on parlera plutôt de sous-structure engendrée, par exemple de sous-groupe engendré par un sous-ensemble. En théorie des langages, le sous-monoïde des mots (muni de l'opération de concaténation) engendré par un langage est appelé fermeture de Kleene du langage.
En théorie des ensembles, l'ensemble des entiers naturels est défini comme le plus petit ensemble contenant 0 et clos pour l'opération successeur (pour un ensemble 0 et une opération successeur que l'on aura choisie injective, et telle que 0 ne soit pas l'image d'un élément par un successeur). La situation est un peu différente dans la théorie ZFC : l'univers, qui est clos pour l'opération successeur choisie, n'est pas un ensemble (un objet de la théorie). On peut définir par clôture la classe des entiers (une partie, au sens intuitif, de l'univers). Pour que ce soit un ensemble, il faut supposer qu'il existe au moins un ensemble contenant 0 et clos par successeur : c'est l'axiome de l'infini. Par cet exemple on voit que pour pouvoir parler de clôture de S sous certaines opérations, il est essentiel d'avoir supposé ou démontré auparavant l'existence d'un ensemble clos sous ces opérations et contenant S.
Si on revient à l'exemple des entiers naturels et de la clôture par soustraction, le fait de supposer l'existence des réels pour construire l'ensemble des entiers relatifs est tout à fait artificiel : on construit les relatifs avant les réels ; l'ensemble clos par soustraction (ou passage à l'opposé) dont on montre l'existence, est directement l'ensemble des relatifs.

## Clôture de relations binaires
Une relation binaire sur un ensemble E est définie par son graphe qui est un ensemble de couples d'éléments de E. La clôture transitive d'une relation R est la plus petite relation transitive contenant cette relation. Cela peut être vu comme une clôture pour une fonction partielle sur les couples (ce n'est pas difficile de la rendre totale si l'on tient à ce que ce soit un cas particulier de la notion définie au paragraphe précédent). On définit de façon analogue la clôture réflexive, la clôture réflexive transitive, la clôture réflexive, symétrique et transitive, etc. d'une relation binaire.

## Opérateur de clôture
Un opérateur de clôture sur un ensemble ordonné (E,≤) est une application c : E → E vérifiant les trois propriétés suivantes (pour tous éléments x, y de E) :
- x ≤ c(x) (c est extensive) ;
- si x ≤ y alors c(x) ≤ c(y) (c est croissante) ;
- c(c(x)) = c(x) (c est idempotente).

Si cet ensemble ordonné possède un minimum 0 et si toute paire d'éléments {x,y} possède une borne supérieure x ⋁ y, un opérateur de préclôture est une application pc : E → E vérifiant :
- pc(0) = 0 ;
- pc est extensive ;
- pc(x ⋁ y)= pc(x) ⋁ pc(y).

(Le dernier axiome entraîne la croissance car si x ≤ y alors pc(y) = pc(x ⋁ y) = pc(x) ⋁ pc(y) ≥ pc(x).)
Exemples :
- si G est un groupe et E l'ensemble de ses parties ordonné par l'inclusion, l'application qui, à toute partie, associe le sous-groupe qu'elle engendre, est un opérateur de clôture
- si X est un espace topologique et E l'ensemble de ses parties ordonné par l'inclusion :
  - l'application qui, à toute partie A, associe son adhérence (le plus petit fermé contenant A), est à la fois un opérateur de clôture et de préclôture, c'est-à-dire qu'elle vérifie les quatre axiomes de Kuratowski ;
  - l'application qui, à toute partie A, associe sa fermeture séquentielle (le plus petit ensemble contenant A et clos par limites de suites convergentes) est seulement un opérateur de préclôture (X est dit séquentiel lorsque ces deux opérateurs coïncident ; lorsqu'il ne l'est pas, l'adhérence correspond à la clôture par limites de suites généralisées et non de suites ordinaires).

## Généralisations
La notion de clôture décrite dans les paragraphes précédents se généralise de diverses façons, et peut prendre des noms différents suivant le contexte.
Tout d'abord, on peut clore un ensemble par des relations, et non pas seulement par des opérations.
Par exemple le sous-espace vectoriel engendré par une partie S d'un espace vectoriel E, peut-être décrit comme la clôture par combinaison linéaire de S. Les sous-espaces vectoriels sont les sous-ensembles de E clos par combinaison linéaire. Cela ne relève pas exactement du schéma précédent, puisque l'on fait intervenir le produit par un scalaire. On peut voir cela comme la clôture par la relation ternaire, « le vecteur w est combinaison linéaire des deux vecteurs u et v ». De façon analogue, en géométrie, l'enveloppe convexe est aussi une clôture (par barycentres à coefficients positifs).
En théorie des ensembles la clôture transitive d'un ensemble est le plus petit ensemble transitif le contenant, il s'agit donc de la clôture pour la relation d'appartenance.
Mais la clôture par des relations n'épuise pas non plus les utilisations de ce terme.
En algèbre la clôture algébrique d'un corps commutatif est le plus petit corps algébriquement clos le contenant (défini à isomorphisme près), dont on démontre directement l'existence. Là encore on peut voir ceci comme une clôture pour la notion d'extension algébrique.
En logique mathématique une théorie est souvent définie comme un ensemble d'énoncés clos par déduction (à l'intérieur de l'ensemble de tous les énoncés, qui lui est évidemment clos par déduction). La relation de déduction peut être définie comme une relation entre un ensemble fini (ou une suite finie) de formules et une formule.